# Yang di-Pertuan Agong

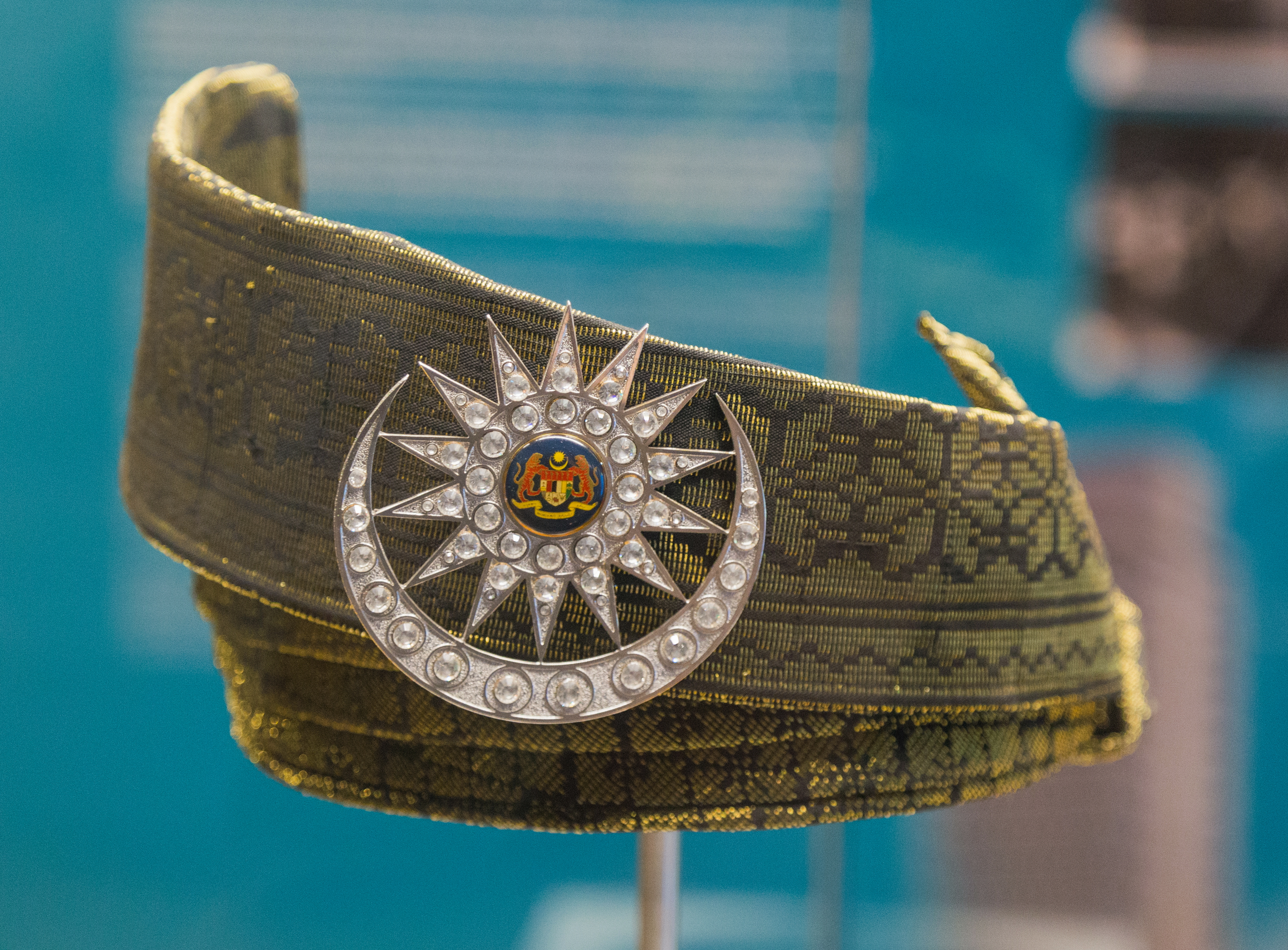
Królewskie nakrycie głowy – noszone przez Yang di-Pertuan Agong podczas jego ceremonii koronacyjnej i ważnych uroczystościach państwowych

Yang di-Pertuan Agong (z malajskiego najwyższy władca, tłumaczone bywa jako król) – tytuł głowy państwa malezyjskiego (monarchii konstytucyjnej).
Król jest głową państwa (nosi tytuł Najwyższy władca stanów i terytoriów Malezji). Mianuje premiera spośród członków Izby Reprezentantów. W praktyce jego rola jest czysto reprezentacyjna.
Unikatowość malezyjskiej monarchii polega na tym, że pozycja najwyższego władcy (króla) jest przyznawana na 5 lat. Monarcha wybierany jest spośród władców dziewięciu stanów przez Zgromadzenie Władców. Początkowo wybór Yang di-Pertuan Agong był określony przez starszeństwo sułtanów mierzone długością panowania od momentu uzyskania niepodległości Malezji w 1957. Na kolejność tę wpływało czasami Zgromadzenie, która mogło na drodze głosowania zdyskwalifikować kandydata. Nieletni byli dyskwalifikowani automatycznie.
Pierwszy cykl rządów (1957–1994) ustalił kolejność władców, według której drugi cykl jest powtarzany, tzn. są to kolejno sułtani stanów: Negeri Sembilan, Selangor, Perlis, Terengganu, Kedah, Kelantan, Pahang, Johor i Perak. Najwyższy władca (Yang di-Pertuan Agong) mianuje, po konsultacji z członkami zgromadzeń stanowych, Yang di-Pertua Negeri (gubernatorów stanowych) pozostałych czterech malezyjskich stanów niebędących monarchiami, tj. Penang, Malakka, Sabah i Sarawak.